# Karlee Pérez

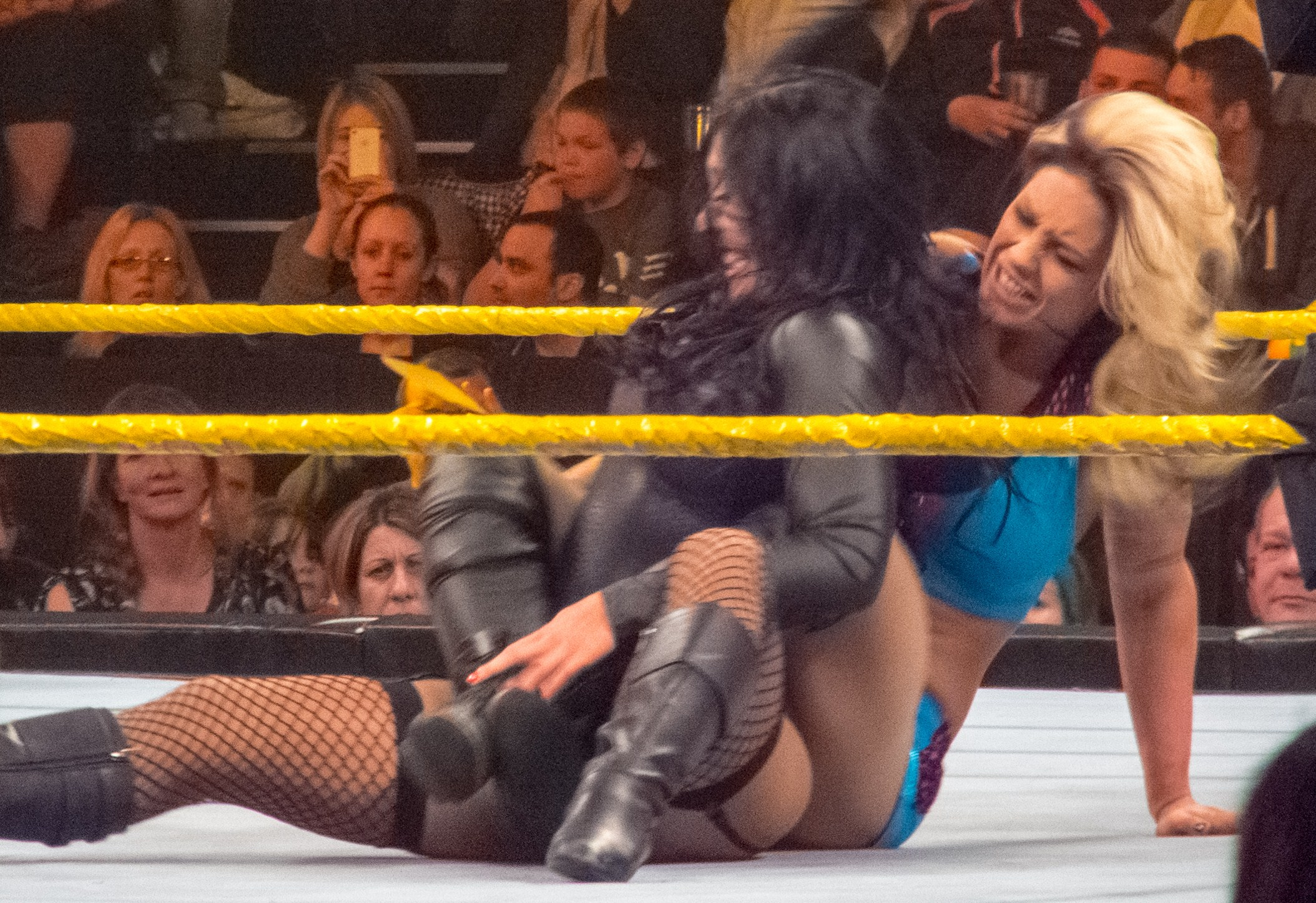
Karlee Pérez em luta

Karlee Leilani Perez (Tampa, 19 de abril de 1986) é uma lutadora de wrestling profissional e manager estadunidense, mais conhecida por seu trabalho na WWE, tendo lutado no NXT e no território de desenvolvimento Florida Championship Wrestling (FCW), sob o nome de Maxine. Ela também foi a Gerente Geral da FCW. Em 2010, ela fez parte da terceira temporada do NXT.

## Carreira

### Northern Championship Wrestling (2009)
Em 2009, Perez fez uma aparição pela Northern Championship Wrestling sob o nome de Candy Girl. Em 5 de setembro de 2009, ela competiu em uma luta não televisionada pela NCW Femme Fatales, sendo derrotada por Anastasia Ivy.

### World Wrestling Entertainment / WWE (2009–2012)

#### Florida Championship Wrestling (2009–2012)
Em 2009, Perez foi contratada pela WWE e mandada para a Florida Championship Wrestling (FCW). Ela estreou pelo nome de The Candy Girl, se aliando a Alicia Fox e Rosa Mendes para derrotar Tiffany e Angela. Ela assumiu o nome de Liviana e se tornou manager de Sweet Papi Sanchez. Ela participou de um torneio para escolher a Campeã das Divas da FCW. Liviana foi eliminada por Naomi Night na primeira rodada.
Após retornar à FCW sob o nome de Maxine, se tornando Gerente Geral e formando um grupo vilanesco com Aksana, Lucky Cannon e Damien Sandow. Em um episódio da FCW, após Naomi ser derrotada por Aksana em uma luta pelo FCW Divas Championship, Maxine atacou Naomi, sendo parada por AJ.

#### NXT(2010–2012)
Em 31 de agosto de 2010, foi anunciado que ela faria parte da terceira temporada do NXT sob o nome de Maxine, com Alicia Fox como sua "Pro". Ela apareceu no primeiro episódio da temporada, em 7 de setembro, se aliando a Alicia Fox para ser derrotada por Naomi e Kelly Kelly. Durante esse episódio, Maxine foi eliminada de um desafio de dança e de uma corrida. No episódio de 2 de novembro, Maxine foi eliminada da competição. Ela retornou no último episódio da temporada, se aliando a Alicia Fox e Aksana e sendo derrotada por AJ e pelas Bella Twins.
Em 16 de agosto de 2011, Maxine retornou ao NXT, atacando AJ. Ela se uniu a Derrick Bateman, tornando-se namorada dele, começando uma rivalidade com Titus O'Neil e AJ. Nas semanas seguintes, AJ e Maxine se enfrentaram em duas lutas. No NXT Redemption de 20 de setembro, Maxine foi derrotada por AJ pela primeira fez. Em 27 de outubro, Bateman pediu Maxine em casamento.
Maxine fez sua primeira aparição em um evento pay-per-view durante o Survivor Series, sendo uma das Lumberjills da luta entre Beth Phoenix e Eve. No NXT de 7 de dezembro, Maxine cancelou o noivado com Bateman, devido a conflitos com o ex-namorado de Maxine, Johnny Curtis. Ela e Curtis se casariam em Las Vegas, no NXT de 18 de janeiro de 2012. Durante o casamento, Bateman revelou que Curtis sabotara o relacionamento entre ele e Maxine, o que acabou com o casamento. Em junho de 2012, ela pediu demissão da WWE.

## Vida pessoal
Perez é de descendência espanhola, cubana, italiana, chinesa e havaiana.
Em 14 de junho de 2009, Pérez foi presa em Tampa, Flórida e fichada por dirigir embriagada. De acordo com a FCW, as queixas foram retiradas.

## No wrestling
- Movimentos secundários
  - Como Maxine
    - Maximum Destruction (Double underhook sitout inverted atomic drop)[2] – 2011–presente

  - Como Liviana
    - L-Bomb (Sitout facebuster)[1]

- Movimentos secundários
  - Camel clutch[1][3]

- Managers
  - Alicia Fox[2]
  - Aksana[4]

- Lutadores de quem foi manager
  - Abraham Washington[3]
  - Sweet Papi Sanchez[3]
  - Lucky Cannon[16]
  - Damien Sandow[4]
  - Aksana[4]
  - Derrick Bateman[2]
  - Johnny Curtis

- Temas de entrada
  - WWE
    - "Come 'N Get It" por James Driscoll, Jonathan Slott, John Hunter, Jr. e Nicholas Seeley (23 de agosto de 2011 – junho de 2012)[17]

## Títulos e prêmios
- Wrestling Observer Newsletter
  - Pior Luta do Ano (2010) vs. Kaitlyn no WWE NXT de 19 de outubro[18]